# 花雀鑷麗魚
花雀鑷麗魚（学名：Labidochromis textilis）為輻鰭魚綱鱸形目隆頭魚亞目慈鯛科的其中一種，分布於非洲馬拉威湖流域，為特有種，體長可達7.7公分，棲息在岩石底質水域，生活習性不明，可做為觀賞魚。

## 擴展閱讀
維基物種上的相關：花雀鑷麗魚